# Loxioda assimilis
Loxioda assimilis är en fjärilsart som beskrevs av Alfred Ernest Wileman och Reginald James West.
Loxioda assimilis ingår i släktet Loxioda och familjen nattflyn. Inga underarter finns listade i Catalogue of Life.